# Dominique Ohaco
Dominique Ohaco Gallyas (Santiago, 19 de dezembro de 1995) é uma equiadora estilo livre olímpica chilena. Representou o Chile nos Jogos Olímpicos de Inverno de 2014 e nos Jogos Olímpicos de Inverno de 2018 em competições de slopestyle feminino. Foi a porta-bandeira do Chile nos Jogos Olímpicos de Inverno de 2014.
Em 2017, se tornou a primeira sul-americana a conquistar uma medalha na Copa do Mundo de Esqui Estilo Livre em uma etapa europeia.